# Museu lituà de la carretera
El Museu lituà de la carretera (lituà: Kelių Muziejus) és un museu ubicat a Lituània, que recull, exhibeix i interpreta objectes relacionats amb la construcció de carreteres. Està ubicat a les instal·lacions de l'organització de l'autopista estatal Automagistralė, a Vievis, prop de la carretera principal entre Vílnius i Kaunas i es va obrir en el 25è aniversari de l'acabament de la carretera, el 19 d'octubre de 1995.
La col·lecció del museu consta d'aproximadament 6.000 objectes i inclou els models, eines, plantes, roba de protecció, senyals de trànsit i documents, entre d'altres.
El fundador del museu, director i conservador és Juozas Stepankevičius, un ex enginyer de camins i director d'obra.